# HIStory2 - Crossing the Line
HIStory2 - Crossing the Line (HIStory2-越界 anche noto come HIStory2 - Boundary Crossing) è una miniserie di 8 episodi, appartenente alla serie televisiva antologica taiwanese HIStory, pubblicata sul servizio streaming CHOCO TV (e in latecast su Line TV) dal 6 al 28 marzo 2018.

## Trama
Qiu Zi Xuan era un eccellente giocatore di pallavolo che, però, ha dovuto rinunciare al proprio sogno di gloria a causa di una brutta ferita alla gamba sinistra. Tuttavia, egli partecipa ancora come allenatore della squadra di pallavolo della sua scuola. Un giorno incontra un ragazzo, Xia Yu Hao, di brutto carattere e molto disinteressato a qualsiasi obbiettivo e, se inizialmente Zi Xuan non vuole avere a che fare con lui, con il tempo decide di allenarlo nella pallavolo, condividendo con lui il sogno di diventare campioni.

## Personaggi e interpreti
- Qiu Zi Xuan, interpretato da Zach Lu
Studente molto severo del 12º grado presso la Zhihong High. Fu un ex atleta di punta della squadra di pallavolo ma venne costretto a ritirarsi dopo un grave infortunio alla gamba che lo ha reso incapace di giocare. Per continuare il proprio sogno è diventato l'allenatore della squadra.
- Hsia Yu Hao, interpretato da Fandy Fan
Studente dell'11º grado assai ribelle ma con un forte senso di giustizia. Fu trasferito alla Zhihong High dalla sua precedente scuola superiore dopo essere stato coinvolto in una lotta per proteggere una studentessa più giovane che si scoprirà poi essere la sorella di Zi Xuan. Possedendo un notevole talento atletico e viene convinto da He Cheng En a unirsi alla squadra di pallavolo della scuola nonostante non abbia alcun interesse per lo sport.
- Wang Zhen Wen, interpretato da Nick Yang
È il migliore amico di Yu-hao che, per stare con lui, si è trasferito anch'esso alla Zhihong High. Ha una cotta per il suo fratellastro maggiore che non vuole ammettere con nessuno.
- Wang Zhen Wu/Zhang Li Qin, interpretato da Patrick Shih
Anch'esso migliore amico di Yu-hao è il fratellastro maggiore di Zhen-wen.
- He Xiao Xiao, interpretata da Sumiya Nemi
Studentessa del 12º grado è la sorella minore di He Zhong-zhong. È un'assistente della squadra di pallavolo ed è una grande fan del manga yaoi.
- Chen Jia-jun, interpretato da Ryan Hsu
Studente dell'11º grado e membro della squadra di pallavolo. È geloso della stretta relazione tra Yu-hao e Zi-xuan.
- Qiu Qian Ru, interpretata da Lin Hana
Studentessa presso la Beijiang High, l'ex scuola di Yu-hao. Qian-ru è la sorella minore di Zi-xuan e sviluppa una cotta per Yu-hao dopo che quest'ultimo l'aveva salvata dai bulli. Cucina in modo terribile.
- He Zhong-zhong, interpretata da Kong Rui-jun
Insegnante di Yu-hao e allenatrice di pallavolo.
- Zeng Zheng Yu, interpretato da Chang Han
Direttore della Zhihong High.
- Lin Jun-jie (Xiao Ji Ji), interpretato da Nate Wang
Studente dell'11º grado e membro della squadra di pallavolo.
- Li Qi, interpretato da Tang Wei-qi
Ragazza che Zhen-wen inizialmente ritiene fidanzata con Zhen-wu.
- He Cheng En, interpretato da Joe Hsieh
Studente di 12º grado. È il capitano della squadra di pallavolo ed è amico intimo di Zi-xuan.
- Liu Hong-min e Liu Hong-jie
Compaiono come cameo nei panni di loro stessi e sono i membri principali della squadra di pallavolo della Renhe High, scuola rivale della Zhihong.

## Episodi
| Episodi | Pubblicazione |
| ------- | ------------- |
| 1       | 6 marzo 2018  |
| 2       | 7 marzo 2018  |
| 3       | 13 marzo 2018 |
| 4       | 14 marzo 2018 |
| 5       | 20 marzo 2018 |
| 6       | 21 marzo 2018 |
| 7       | 27 marzo 2018 |
| 8       | 28 marzo 2018 |